# 五條警察署
五條警察署（ごじょうけいさつしょ）は、奈良県警察が管轄する警察署である。

## 所在地
- 奈良県五條市今井4丁目4-50

## 管轄区域
- 五條市
- 吉野郡野迫川村
- 吉野郡十津川村

## 沿革
- 1954年（昭和29年）7月 - 警察法改正により、市警察が奈良県警察に統合される
- 2008年（平成20年）3月10日 - 十津川警察署を統合し、管轄区域に吉野郡十津川村を加える

## 分庁舎
（ ）の中は所在地
- 十津川警察庁舎（吉野郡十津川村小原225番地の1）

## 組織
- 警務課
  - 警務係
  - 県民サービス係
  - 警務県民サービス係（十津川警察庁舎）
  - 留置管理係
- 会計課
  - 会計係
- 生活安全課
  - 生活安全係
- 地域課
  - 地域係
- 刑事課
  - 総務係
  - 強行盗犯係
  - 知能組織犯係
  - 鑑識係
  - 捜査鑑識係（十津川警察庁舎）
- 交通課
  - 企画規制係
  - 指導取締係
  - 交通捜査係
  - 交通係（十津川警察庁舎）
- 警備課
  - 警備係

## 交番
（ ）の中は所在地

### 五條市
- 新町交番（五條市新町1丁目1番15号）
- 住川交番（五條市住川町176番地の3）

## 駐在所
（ ）の中は所在地

### 五條市
- 阪合部駐在所（五條市中町343番地の2）
- 牧野駐在所（五條市田園3丁目2番地の1）
- 野原駐在所（五條市野原西5丁目2番66号）
- 丹原駐在所（五條市丹原町211番地の1）
- 城戸駐在所（五條市西吉野町城戸278番地の1）
- 十日市駐在所（五條市西吉野町八ツ川442番地の1）
- 賀名生駐在所（五條市西吉野町和田70番地の1）
- 大塔駐在所（五條市大塔町宇井158番地の1）

### 野迫川村
- 野迫川駐在所（吉野郡野迫川村大字北股533番地の3）

### 十津川村
- 上野地駐在所（吉野郡十津川村大字上野地267番地の9）
- 風屋駐在所（吉野郡十津川村大字風屋546番地の2）
- 重里駐在所（吉野郡十津川村大字重里482番地の1）
- 折立駐在所（吉野郡十津川村折立290番地）
- 瀞駐在所（吉野郡十津川村大字神下404番地）
- 平谷駐在所（吉野郡十津川村大字平谷413番地の2）

## 検問所
（ ）の中は所在地
- 猿谷交通検問所（五條市大塔町小代）